# Pronuba dorilis
Pronuba dorilis é uma espécie de coleóptero da tribo Eburiini (Cerambycinae); com distribuição na Bolívia, Brasil e Equador.

## Sistemática
- Ordem Coleoptera
  - Subordem Polyphaga
    - Infraordem Cucujiformia
      - Superfamília Chrysomeloidea
        - Família Cerambycidae
          - Subfamília Cerambycinae
            - Tribo Eburiini
              - Gênero Pronuba
                - P. dorilis (Bates, 1867)